# Dami Im
 Der er for få eller ingen kildehenvisninger i denne artikel, hvilket er et problem. Du kan hjælpe ved at angive troværdige kilder til de påstande, som fremføres i artiklen.

Dami Im (født 17. oktober 1988) er en australsk sangerinde som repræsenterede Australien ved Eurovision Song Contest 2016 med sangen "Sound of Silence", hvor hun opnåede en 2. plads. Hun vandt sæson 5 af det australske udgave af X Factor.